# Trouble schizo-affectif
 Mise en garde médicale
Le trouble schizoaffectif, schizophrénie dysthymique ou psychose aiguë schizo-affective, est un trouble mental associant des symptômes d'un trouble bipolaire (caractérisé par plusieurs épisodes dépressifs ou la présence simultanée d'épisodes dépressifs et de manie) et des symptômes d'une schizophrénie.
La schizophrénie dysthymique affecte plus particulièrement la cognition et l'émotion. Les anomalies auditives, la paranoïa, des délires, ou un langage et pensée désorganisés avec dysfonctions sociales et personnelles sont fréquents. Les symptômes apparaissent habituellement au début de l'adolescence ou de l'âge adulte. 
La schizophrénie dysthymique appartient aux « troubles psychotiques et au spectre de la schizophrénie », d'après le comité du DSM-5. Le spectre de la schizophrénie comprend la schizophrénie, le trouble de la personnalité schizotypique, le trouble schizophréniforme, le trouble psychotique bref, le trouble délirant, le trouble psychotique lié à des substances et les troubles catatoniques. Ces troubles sont associés à un état pathologique généralisé. Ce spectre des troubles psychotiques est comparable au spectre bipolaire du trouble bipolaire.

## Symptômes
Le trouble schizoaffectif se distingue de la « psychose liée à l'humeur » dans le contexte d'un trouble psychotique ou de l'humeur à long terme. La psychose doit rencontrer le critère A de la schizophrénie ce qui implique délires, hallucinations, pensées, paroles et comportement désorganisés, ainsi que des symptômes négatifs. Les délires et les hallucinations sont les symptômes classiques de la psychose. Les délires se caractérisent par de fausses croyances perçues par le patient.  Les hallucinations, elles, sont un dysfonctionnement de la perception impliquant les cinq sens, les hallucinations sonores (le fait d'entendre des voix) étant les plus répandues. Des troubles de l'humeur sont également présents : manie, hypomanie, état mixte ou dépression, et sont habituellement épisodiques plutôt que continus. Un état mixte représente un mélange de symptômes maniaques et dépressifs survenant en même temps. Les symptômes de la manie impliquent des troubles mégalomaniaques, une irritabilité, de l'agitation, un comportement à haut risque, de l'insomnie, une mauvaise concentration, un langage rapide, et des pensées rapides. Les symptômes de la dépression impliquent une baisse de moral, de l'apathie, des changements des habitudes alimentaires et gain de poids, dysfonctions du sommeil, de la fatigue, de la culpabilité et des pensées suicidaires.

## Diagnostic
Le diagnostic se fonde sur l'observation de cliniciens concernant le comportement du patient lorsque celui-ci souffre de ces symptômes. Il repose également sur des symptômes rapportés par l'entourage du patient. Le critère diagnostique dépend de la durée, des signes cliniques et des symptômes,.

## Causes
Bien que les causes de la schizophrénie dysthymique restent encore méconnues, il existerait un diagnostic valide concernant un groupe hétérogène d'individus, certains atteints de formes sévères de schizophrénie, et d'autres de très sévères formes de troubles de l'humeur. Il existe certaines indications que la schizophrénie dysthymique serait une maladie psychotique. Différents gènes seraient à l'origine de cette maladie, agissant en interaction avec différents facteurs biologiques et environnementaux. L'état physiologique des patients diagnostiqués semble similaire, mais non identique, à celui des patients atteints de schizophrénie et d'une sérieuse forme de trouble bipolaire, mais les études menées sur ces états physiologiques n'ont pas été concluantes.
Une nette association entre les prises de drogues et les troubles du spectre de la schizophrénie, dont la schizophrénie dysthymique, a été remarquée, mais le lien de cause à effet reste difficile à prouver, sauf dans le cas du cannabis, dont le rôle important dans le développement de symptômes liés aux troubles psychotiques, dont la schizophrénie dysthymique, a été démontré,. Par exemple, une méta-analyse de 2007 montre que la prise de cannabis est statistiquement associée à un risque élevé de dose-effet dans le développement de la schizophrénie dysthymique. Une autre méta-analyse de 2005 montre que le cannabis est un facteur de risque indépendant dans le développement de symptômes psychotiques et de psychose.
Il existe cependant aussi des preuves que les deux composants cannabinoïdes majeurs du cannabis ont des effets différents : le tétrahydrocannabinol (THC), qui provoque le fait de « planer », pourrait augmenter la propension à la psychose ; alors que le cannabidiol (CBD), ne provoque pas « d'envolée », ni d'effet « planant ». Le CBD pourrait avoir des effets neuroprotecteurs,,, c'est-à-dire, réduire la psychose et avoir des effets stabilisateurs de l'humeur. Le cannabis contient soit un haut taux de THC, soit un haut taux de CBD, mais pas les deux. Les variétés de cannabis utilisées pour « planer » contiennent une grande proportion de THC, mais très peu de CBD. Inversement, les variétés qui contiennent une grande quantité de CBD, mais très peu de THC, ne provoquent pas de « défonce ». Par conséquent, puisque la plupart des variétés de cannabis contiennent une plus grande proportion de THC, mais très peu de CBD, sa propension à augmenter la psychose est forte. Avec une législation prohibitive, cela contraint les trafiquants pour fidéliser de miser sur la qualité a la quantité, et l'évolution des génétiques ont fait qu'aujourd'hui, il n'est pas rare de trouver du chanvre génétiquement sélectionné a des taux de THC aux alentours de 20%, alors qu'autrefois le chanvre dans la nature ne dépassait que rarement les 10%. Pour le pollen, à des taux élevés en THC, il n'est pas rare que les produits de coupes à la résine puissent avoir pour effets secondaires de décupler les effets psychotiques. Certains aliments augmentent également les effets psychotropes du THC (la mangue, avec le cyprène[réf. nécessaire], le brocoli avec ses bêta-caryophyllène, etc.).

## Prévalence
La prévalence de ce trouble se situe entre 0,5 % et 0,8 %. Le diagnostic se fonde sur les expériences vécues par le patient et sur l'observation de son comportement. Il n'existe actuellement aucun test clinique effectué sur les troubles schizo-affectifs, bien que certaines anomalies dans le métabolisme du tétrahydrobioptérine (BH4), de la dopamine, et du glutamate subsistent chez les patients atteint de schizophrénie ou de schizophrénie dysthymique. En groupe, les individus atteints de schizophrénie dysthymique ont un pronostic plus favorable que ceux atteints de schizophrénie, mais un pronostic moins favorable que les patients atteints de troubles de l'humeur. Des facteurs génétiques, environnementaux, neurobiologiques, psychologiques et sociaux jouent un rôle important dans le développement des symptômes. Certaines prises médicamenteuses peuvent causer, voire empirer, les symptômes.

## Traitement
La prise en charge est une association de médicament, de psychothérapie et de soutien institutionnel ou communautaire.
Le traitement le plus efficace inclut la prise de neuroleptiques associées à des stabilisateurs d'humeur et/ou antidépresseurs[réf. nécessaire]. La psychothérapie et la réhabilitation psychologique/sociale jouent également un rôle important dans la guérison. Dans le cas où des risques subsistent chez le patient ou dans son entourage, une hospitalisation est nécessaire. Les individus souffrant de schizophrénie dysthymique peuvent également souffrir d'autres symptômes incluant les troubles anxieux et les abus substantiels. Des problèmes sociaux comme le chômage à long terme et la précarité peuvent également survenir. L'espérance de vie moyenne des individus souffrant de ce trouble est plus courte, à cause de problèmes de santé physique et de fortes tendances suicidaires[réf. nécessaire].

## Histoire
Le diagnostic est intronisé en 1933 et sera de nouveau revu,[réf. incomplète] dans la cinquième édition du Manuel diagnostique et statistique des troubles mentaux (DSM-V) de l'Association américaine de psychiatrie. Le terme de « psychose schizo-affective » est intronisé par le psychiatre Américain Jacob Kasanin en 1933 pour décrire une maladie psychotique épisodique avec symptômes affectifs prédominants, pensée être un pronostic de la schizophrénie. Selon Kasanin, le concept a été influencé par les explications psychanalytiques d'Adolf Meyer. Kasanin explique que la « psychose schizo-affective » est causée par des « conflits émotionnels ». Une analyse « aiderait à prévenir la récurrence de tels troubles ». Il tire ses conclusions de l'étude de neuf individus.

## Ouvrages
- (en) Marneros A, Akiskal, HS, The Overlap of Schizophrenic and Affective Spectra, New York, Cambridge University Press, 2007, 299 p. (ISBN 978-0-521-85858-8 et 0-521-85858-5)
- (en) Goodwin FK, Jamison KR, Manic-Depressive Illness : Bipolar Disorders and Recurrent Depression, 2nd Edition, New York, Oxford University Press, 2007, 1262 p. (ISBN 978-0-19-513579-4 et 0-19-513579-2, lire en ligne)
- (en) Kaplan HI, Saddock VA, Synopsis of Psychiatry, New York, Lippincott, Williams & Wilkins, 2007, 1470 p. (ISBN 978-0-7817-7327-0, lire en ligne)
- (en) Murray WH, Schizoaffective Disorders : New Research, New York, Nova Science Publishers, Inc, 2006 (ISBN 1-60021-030-9)
- (en) Goodwin FK, Marneros, A, Bipolar Disorders : Mixed States, Rapid Cycling and Atypical Forms, New York, Cambridge University Press, 2005 (ISBN 0-521-83517-8)
- (en) Moore DP, Jefferson JW. Handbook of Medical Psychiatry. 2nd ed. St. Louis, Mo: Mosby; 2004:126-127.
- (en) Goetz, CG. Textbook of Clinical Neurology. 2nd ed. St. Louis, Mo: WB Saunders; 2003: 48.